# Championnat de La Réunion de football 2011
Navigation
D1P 2010 D1P 2012
Le Championnat de La Réunion de football 2011 est la 61e édition de la compétition, remportée par la Saint-Pauloise. Cette saison marque le début d'un championnat opposant 12 équipes au lieu de 14 lors des éditions précédentes.

## Les clubs de l'édition 2011
- FC Avirons
- US Sainte-Marienne
- US Bénédictine
- AS Excelsior (Saint-Joseph)
- AS Marsouins (Saint-Leu)
- AJ Petite-Île
- AS Possession
- Saint-Denis FC
- SS Saint-Louisienne
- US Stade Tamponnaise (Le Tampon)
- JS Saint-Pierroise
- Saint-Pauloise FC

### Promus
- US Bénédictine
- AS Possession

### Relégués de l'édition précédente
- Jeanne d'Arc
- SS Rivière Sport
- AS Capricorne
- SS Gauloise

## Compétition

### Classement final
| Rang | Équipe             | Pts | J  | G  | N | P  | Bp | Bc | Diff |
| ---- | ------------------ | --- | -- | -- | - | -- | -- | -- | ---- |
| 1    | St-Pauloise FC (C) | 69  | 22 | 13 | 8 | 1  | 36 | 12 | +24  |
| 2    | USST (T)           | 65  | 22 | 12 | 7 | 3  | 33 | 11 | +22  |
| 3    | US Ste-Marienne    | 55  | 22 | 8  | 9 | 5  | 20 | 15 | +5   |
| 4    | St-Louisienne      | 54  | 22 | 8  | 8 | 6  | 23 | 16 | +7   |
| 5    | AS Excelsior       | 54  | 22 | 8  | 8 | 6  | 24 | 22 | +2   |
| 6    | St-Denis FC        | 54  | 22 | 8  | 8 | 6  | 31 | 30 | +1   |
| 7    | JS St-Pierroise    | 50  | 22 | 7  | 7 | 8  | 20 | 18 | +2   |
| 8    | FC Avirons         | 48  | 22 | 6  | 8 | 8  | 22 | 22 | 0    |
| 9    | AS Marsouins       | 46  | 22 | 5  | 9 | 8  | 19 | 22 | -3   |
| 10   | AS Possession (P)  | 45  | 22 | 6  | 5 | 11 | 15 | 28 | -13  |
| 11   | AJ Petite-Île      | 43  | 22 | 5  | 6 | 11 | 13 | 35 | -22  |
| 12   | US Bénédictins (P) | 34  | 22 | 3  | 3 | 16 | 13 | 38 | -25  |

|  | Champion de La Réunion et qualification pour la Ligue des champions de la CAF 2012 |
|  | Qualification pour la Coupe de la confédération 2012                               |
|  | Relégation en 2e division                                                          |

## Meilleurs Buteurs 2011
| Rang | Joueur               | Club                 | Buts |
| 1    | Mohamed El-Madaghri  | US Stade Tamponnaise | 11   |
| 2    | Jean-Michel Fontaine | USST                 | 10   |
| -    | Antoine Rasolofo     | Saint-Pauloise FC    | 10   |
| 4    | Jérémy Basquaise     | AS Marsouins         | 9    |
| 5    | Britton Mandilimana  | US Sainte-Marienne   | 8    |
| -    | Mamoudou Diallo      | JS Saint-Pierroise   | 8    |
| -    | Romain Eliard        | AS Possession        | 8    |

## Sources
- « Classement sur le site de la FFF »
- « Classement et résumé sur foot-reunion.fr »
- « Classement sur lesvestiairesdufoot.fr »